# 4334 Foo
4334 Foo eller 1983 RO3 är en asteroid i huvudbältet som upptäcktes den 2 september 1983 av den belgiske astronomen Henri Debehogne vid La Silla-observatoriet. Den är uppkallad efter Lillian Foo.
Den tillhör asteroidgruppen Themis.